# جراكارو
جراكارو (بالإنجليزية: Jaratkaru)‏ هو ريشي (حكيم) في الأساطير الهندوسية، وزوج الإلهة الأفعى ماناسا (أخت فاسوكي) وأبو ابنهما آستكا. الزوج والزوجة يحملان الاسم نفسه وهو «جراكارو». يظهر كشخصية ثانوية في حكايات ماناسا وآستكا.